# Йоахаз (цар Юдеї)
Йоахаз (Єгоахаз) — син Йосії, цар Юдейського царства у 609 р. до н. е.
Йоахаз прийняв правління Юдеєю у віці 23-х років, поставлений людьми його батька Йосії в обхід старшого брата Йоакима. Йосія помер (2 Цар. 23:31) смертельно поранений стрілою у битві під Мегідо з єгипетським військом фараона Нехо II. Прийнявши правління Юдеєю, Йоахаз зміг утриматися при владі всього 3 місяці. З весни 609 року у країні перебувало єгипетське військо, що перемогло його батька Йосію. Фараон Нехо II (610—595 р. до н. е.) змістив Йоахаза з трону, арештував його у Рівлі та забрав у Єгипет. У Єгипті Йоахаз і помер. Наступним царем Юдеї, Нехо II призначив старшого сина Йосії — Еліякима і перемінив ім'я його на Йоаким. На Юдею фараон Нехо II також наклав данину у сто талантів срібла та талант золота.